# Список населённых пунктов Науру
Республика Науру первоначально состояла из 169 деревень, но к 1900 году большинство из них были уже частично заброшены, необитаемы или уничтожены. С увеличением роста численности населения многие деревни были объединены и слились в большие деревни.
Названия деревень были изменены после орфографической реформы в Республике Науру 1939 года.

## Список

### Район Айво
- Деревня Айво
- Деревня Арибвеабве
- Деревня Итоборовада
- Деревня Габаб
- Деревня Орро
- Деревня Тебата
- Деревня Цигамей

### Район Анабар
- Деревня Багетареор
- Деревня Бодеди
- Деревня Итерьери
- Деревня Веведа
- Деревня Ятрангия
- Деревня Ювиненин
- Деревня Адибор
- Деревня Айбур
- Деревня Араро
- Деревня Алеб
- Деревня Атебар
- Деревня Атибуйинор
- Деревня Атовонг

### Район Анетан
- Деревня Ешьбибисидо
- Деревня Едятедета
- Деревня Едятедуна
- Деревня Медитеру
- Деревня Мереравуа
- Деревня Мвеа
- Деревня Нгенган
- Деревня Ронави
- Деревня Анебвеян
- Деревня Анууруя
- Деревня Атди

### Район Анибаре
- Деревня Бонеда
- Деревня Бверанибек
- Деревня Ббетбо
- Деревня Бветеоару
- Деревня Еедоги
- Деревня Этамор
- Деревня Ген
- Деревня Кавинанут
- Деревня Мерубо
- Деревня Янмвитбвийе
- Деревня Адрейи
- Деревня Агабве
- Деревня Анабар
- Деревня Анакавидуа
- Деревня Анера
- Деревня Анитобу
- Деревня Арибэн
- Деревня Съел

### Район Байти
- Деревня Байти
- Деревня Дерадае
- Деревня Мангадан
- Деревня Меререн
- Деревня Умаруру
- Деревня Ятабанг
- Деревня Адруриор
- Деревня Эонун
- Деревня Анакавида
- Деревня Анут
- Деревня Атанеу
- Деревня Атирабу

### Район Вое
- Деревня Анамангидрин
- Деревня Атубвинумар
- Деревня Битей
- Деревня Кариуб

### Район Буада
- Деревня Бангабанга
- Деревня Боги
- Деревня Эиануавиерия
- Деревня Егегоба
- Деревня Ореб
- Деревня Редето
- Деревня Уббено
- Деревня Вебвебин
- Деревня Абва
- Деревня Адунгидунгур
- Деревня Анакавидво
- Деревня Анорео
- Деревня Ара
- Деревня Аромвемве

### Район Денигомоду
- Деревня Боуга
- Деревня Бутимангум
- Деревня Буотерангеранг
- Деревня Бвериги
- Деревня Иденено
- Деревня Рюбе
- Деревня Таравоа
- Деревня Янгор
- Деревня Яранемат
- Деревня Айоэ
- Деревня Анападу
- Деревня Анатип
- Деревня Анеоруве
- Деревня Анибаво
- Деревня Арийен
- Деревня Атумур

### Район Ева
- Деревня Абаб
- Деревня Айбури
- Деревня Анна
- Деревня Анвер
- Деревня Арамен
- Деревня Арубо
- Деревня Аутибвер
- Деревня Бореборен
- Деревня Ева
- Деревня Мареравуа
- Деревня Меданг
- Деревня Йоэ
- Деревня Иоранжеб

### Район Иджу
- Деревня Богемару
- Деревня Гдебверик
- Деревня Итамебуре
- Деревня Епитвер
- Деревня Эстур
- Деревня Ганокоро
- Деревня Тиенибен
- Деревня Уригомагом
- Деревня Адвонгео
- Деревня Анебенок
- Деревня Аро

### Район Мененг
- Деревня Багабап
- Деревня Эпохи
- Деревня Вео
- Деревня Анабареди
- Деревня Анаве
- Деревня Анивен
- Деревня Араджи
- Деревня Арибимомо
- Деревня Арванго
- Деревня Атабвагабап
- Деревня Атае
- Деревня Атаро
- Деревня Атуду
- Деревня Ациеюбар
- Деревня Авидаюгнюн
- Деревня Бади

### Район Нибок
- Деревня Даубугингарава
- Деревня Итерагабе
- Деревня Итобвадае
- Деревня Идет
- Деревня Итабае
- Деревня Ганоко
- Деревня Миаге
- Деревня Венгом
- Деревня Анакавидува
- Деревня Анговеанг

### Район Уабо
- Деревня Бвидин
- Деревня Идет
- Деревня Мвеоен
- Деревня Уабо
- Деревня Амет

### Район Ярен
- Деревня Кибепе
- Деревня Меуре
- Деревня Ярен Сити
- Деревня Йонген
- Деревня Анигобви
- Деревня Атомо